# 川越市立霞ヶ関東小学校
川越市立霞ヶ関東小学校（かわごえしりつ かすみがせきひがししょうがっこう）は、埼玉県川越市的場にある公立小学校。

## 沿革
- 1975年
  - 4月1日 - 創立
  - 7月2日 - 開校記念式挙行
- 1977年
  - 3月10日 - 校旗制定
  - 3月15日 - 校歌制定

## 通学区域
- 的場下組
- 霞ヶ関東急ニュータウン
- 霞ヶ関東
- 的場初雁